# Австралийско-Новозеландская митрополия
Австрали́йско-Новозела́ндская митропо́лия (серб. Митрополија аустралијско-новозеландска, англ. Metropolitanate of Australia and New Zealand) — епархия Сербской православной церкви на территории Австралии и Новой Зеландии. Епархиальный центр — Сидней.

## История
В марте 1969 года православные сербские приходы в Австралии и Новой Зеландии вошли в состав новообразованной Западно-Европейской и Австралийско-Новозеландской епархии, правящим архиереем которой был назначен епископ Лаврентий (Трифунович). Его попечением в Австралии были созданы условия для организации новой епархии.
Епархия была основана в 1973 году и существовала параллельно с епархией Австралии и Новой Зеландии обособившейся в 1963 году Новограчаницкой митрополии.
В 1992 году клир и паства Новограчаницкой митрополии примирились с матерью-церковью, но епархии слиты не были и проложили существовать параллельно. С 1999 года обе епархии возглавлял один архиерей.
На конец 2000-х годов насчитывала 19 священников и 22 прихода.
19 ноября 2010 года две параллельные епархии были объединены в Австралийско-Новозеландскую митрополию.

## Епископы
- Николай (Мрджа) (9 сентября 1973 — май 1978)
- Василий (Вадич) (3 сентября 1978 — 14 сентября 1986)
- Лонгин (Крчо) (14 сентября 1986 — май 1992)
- Лука (Ковачевич) (17 августа 1992 — 13 мая 1999)
- Никанор (Богунович) (13 мая 1999 — 19 мая 2003) в/у, еп. Австралии и Новой Зеландии
- Милутин (Кнежевич) (20 июля 2003 — 27 мая 2006)
- Ириней (Добриевич) (15 июля 2006 — 26 мая 2016)
- Силуан (Мракич) (с 7 августа 2016)